# Growing Pains
Growing Pains és una sèrie de televisió nord-americana sobre una família de classe mitjana-alta amb una mare treballadora i un pare es queda a casa treballant de psiquiatre i cuidant dels seus tres fills, que va ser emesa pel canal ABC de 1985 a 1992.

## Argument
La sèrie mostra la vida quotidiana de la família Seaver, que resideixen a Massapequa, Long Island (Nova York). El Doctor Jason Seaver (Alan Thicke), un psiquiatre, que treballa a casa seva perquè la seva dona, Maggie Malone (Joanna Kerns), ha tornat a treballar com a periodista. Jason ha de cuidar dels nens: el revoltós Mike (Kirk Cameron), la responsable Carol (Tracey Gold), i l'entremaliat Ben (Jeremy Miller). La quarta filla, Chrissy Seaver, va néixer el 1988. Va ser interpretada en la seva etapa infantil per les bessones Kristen i Kelsey Dohring (que s'alternen en el paper). A partir de la tardor de 1990, Chrissy creix ràpidament fins als sis anys, de manera que Ashley Johnson va fer el seu paper.

## Personatges

### Principals
- Dr Jason Seaver (Alan Thicke): Pare de la família Seaver. És psiquiatre i a l'inici de la sèrie instal·la seva consulta a casa. Més endavant (a la temporada 5) treballa a un altre despatx fora de casa.
- Maggie Malone Seaver (Joanna Kerns): Mare de la família. La sèrie comença quan torna a treballar. Al llarg de la sèrie té diversos treballs: primer a la premsa, més endavant a la televisió i després es posa a escriure articles al despatx de casa seva.
- Mike Seaver (Kirk Cameron): Fill gran de la família. És mal estudiant. Quan va a la universitat, acaba donant classes a nois conflictius. També treballa d'actor.
- Carol Seaver (Tracey Gold): Segona filla de la família. Molt bona estudiant. Es matricula a la Universitat de Colúmbia, havent-se posat abans a treballar. Durant l'última temporada es va a estudiar a Londres.
- Ben Seaver (Jeremy Miller): Tercer fill de la família. En l'adolescència, segueix els passos de Mike i mostra la seva rebel·lia a l'institut.
- Chrissy Seaver (Kristen and Kelsey Dohring (Temporada 5), Ashley Johnson (Temporades 6-7)): Filla petita dels Seaver. Neix a principis de la temporada 4. En les temporades següents creix molt ràpidament, i les seves intervencions són més freqüents.
- Luke Brower (Leonardo DiCaprio) (Temporada 7): Alumne de Mike abandonat pel seu pare que s'instal·la un temps a la casa dels Seaver.

### Secundaris
- Richard Milhous "Boner" Stabone (Josh Andrew Koenig) (Temporades 1-4): Millor amic de Mike. Molt ingenu. S'allista a la Marina durant el primer any d'universitat.
- Eddie (KC Martel): Amic de Mike durant tota la sèrie.
- Ed Malone (Gordon Jump): Pare de Maggie. Jason no li cau gaire bé. Mor durant la temporada 6.
- Kate Malone (Betty McGuire): Mare de Maggie.
- Kate MacDonald (Chelsea Noble) (Temporades 5-7): Companya de teatre de Mike i la seva nòvia a les darreres temporades. A l'últim episodi es comprometen.
- "Stinky" Sullivan (Jamie Abbott) (Temporades 3-7): Millor amic de Ben. Té fama de no ser molt net.
- Julie Costello (Julie McCullough) (Temporades 4-5): Comença a treballar de cangur de Chrissy, i acaba sent la xicota de Mike, Estan a punt de casar-se, però poc abans del casament es fa enrere.
- Entrenador Lubbock (Bill Kirchenbauer) (Temporades 2-3): Professor de Mike i Carol fins que és despatxat. Va protagonitzar més endavant un spin-off d'aquesta sèrie :Just the Ten of Us
- Willis DeWitt (Sam Anderson): Director de l'institut Dewey, on estudien Mike, Carol i en les darreres temporades, Ben.

## Episodis

### Temporada 1 (1985-1986)
1.Pilot
2.Springsteen 
3. Jealousy
4. Carol's Article
5. Superdad! 
6. Mike's Madonna Story
7. Weekend Fantasy
8. Slice of Life 
9. Carol's Crush 
10. Dirt Bike 
11. Standarized Test 
12. A Christmas Story 
13. The Love Song of M. Aaron Seaver
14. First Blood 
15. Slice of Life II 
16. The Seavers vs. The Cleavers 
17. Chariy Begins at Home
18. Reputation 
19. The Anniversary that Never Was 
20. Be a Man 
21. Career Decision 
22. Extra Lap 

### Temporada 2 (1986-1987)
23. Jason and the Cruisers 
24. Fast Times at Dewey High 
25. Long Day's Journey Into Night 
26. Call Me 
27. Employee of the Month 
28. Dream Lover 
29. Do You Believe in Magic? 
30. Jason's Rib 
31. The Kid 
32. The Breakfast Club
33. Choices 
34. Higher Education 
35. Some Enchanted Evening 
36. Thank You, Willie Nelson 
37. Thank God It's Friday 
38. My Brother, Myself 
39. Jimmy Durante Died for Your Sins 
40. Carnival 
41. The Awful Truth 
42. Born Free 
43. The Long Goodbye 
44. Confidentially Yours 

### Temporada 3 (1987-1988)
45. Aloha (Part 1) 
46. Aloha (Part 2) 
47. Taking Care of Business 
48. Not Necessarily in the News 
49. Michaelgate 
50. Big Brother Is Not Watching 
51. A Star Is Born 
52. Gone But Not Forgotten 
53. Who's Zoomin' Who? 
54. This Is Your Life 
55. Broadway Bound 
56. The Scarlett Letter 
57. A Reason to Live 
58. Nasty Habits 
59. The Marrying Kind 
60. State of the Union 
61. The Mom Who Knew Too Much 
62. Great Expectations 
63. Dance Fever (Part 1) 
64. Dance Fever (Part 2) 
65. Bringing Up Baby 
66. The Obscure Objects of Our Desire (Part 1) 
67. The Obscure Objects of Our Desire (Part 2) 
68. How the West Was Won (Part 1) 
69. How the West Was Won (Part 2) 
70. Graduation Day 

### Temporada 4 (1988-1989)
71. Fool for Love 
72. Birth of a Seaver 
73. Family Ties (Part 1) 
74. Family Ties (Part 2) 
75. Guess Who's Coming to Dinner? 
76. Homecoming Queen 
77. Nude Photos 
78. Ben's First Kiss 
79. The Nanny 
80. Mandingo 
81. In Carol We Trust 
82. Mom of the Year 
83. Semper Fidelis 
84. Feet of Clay 
85. Anniversary from Hell 
86. Fortunate Son 
87. Double Standard 
88. The Recruiter 
89. Show Ninety - Who Knew? 
90. Second Chance 
91. The Looooove Boat (Part 1)
92. The Looooove Boat (Part 2) 

### Temporada 5 (1989-1990)
93. Anger with Love 
94. Mike and Julie's Wedding 
95. Carol Meets the Real World 
96. Fish Bait 
97. Teach Me 
98. Carol's Papers 
99. Coughing Boy 
100. The New Deal (Part 1) 
101. The New Deal (Part 2)
102. Paper Route 
103. Five Grand 
104. Carol's Promotion 
105. Ben and Mike's Excellent Adventure 
106. The Triangle 
107. The Return of the Triangle 
108. The Home Show 
109. Jason vs. Maggie 
110. Mike, Kate and Julie 
111. Mike, the Teacher 
112. Carol in Jail 
113. Future Shock 
114. Cheating 
115. Mike the Director
116. Weekend at Mike's 
117. Ben's Movie 
118. Where’s There's a Will 

### Temporada 6 (1990-1991)
119. Mike's Choice (Part 1)
120. Midnight Cowboy (Part 2)
121. Roommates (Part 3)
122. Daddy Mike 
123. Ben's Sure Thing 
124. Jason Flirts, Maggie Hurts 
125. Happy Halloween (Part 1) 
126. Happy Halloween (Part 2) 
127. Let's Go to Europe (Part 1)
128. Let's Go to Europe (Part 2) 
129. Let's Go to Europe (Part 3) 
130. Divorce Story 
131. The World According to Chrissy 
132. How Could I Leave Her Behind? 
133. Like Father, Like Son 
134. Ben's Rap Group 
135. Eddie, We Hardly Knew Ye 
136. Maggie Seaver's: The Meaning of Life 
137. All the World Is A Stage 
138. Not With My Carol You Don't 
139. Meet the Seavers 
140. Carol's Carnival 
141. Home Schooling 
142. Viva Las Vegas 

### Temporada 7 (1991-1992)
143. Back to School
144. Stop, Luke and Listen (Part 1) 
145. In vino veritas (Part 2) 
146. Paper Tigers 
147. The Young and the Homeless 
148. Jason Sings the Blues 
149. The Kid's Still Got It 
150. There Must Be a Pony 
151. The Big Fix 
152. Home Malone 
153. Bad Day Café 
154. B=MC2 
155. It's Not Easy Being Green 
156. The Call of the Wild 
157. Honest Abe 
158. Menage a Luke 
159. The Five Fingers of Ben
160. Don't Go Changin' 
161. The Truck Stops Here 
162. Maggie's Brilliant Career
163. The Wrath of Con Ed 
164. The Last Picture Show (Part 1) 
165. The Last Picture Show (Part 2)

## Títols de la sèrie en altres països
- Xina: 成长的烦恼 (Chéngzhǎng de Fánnǎo)
- Taiwan: 歡樂家庭 (Huānlè Jiātíng)
- França: Quoi de neuf docteur?
- Alemanya: Unser lautes Heim
- Itàlia: Genitori in blue jeans
- Japó: 愉快なシーバー家 (Yukai na Seava (Seaver) Ke)
- Amèrica Llatina: ¡Ay! Cómo duele crecer
- Polònia: Dzieciaki, kłopoty i my
- Eslovènia: Ne mi težit'
- Espanya: Los problemas crecen
- Suècia: Pappa vet bäst